# Europastraße 016
Die Europastraße 016 (kurz: E 016) ist eine Europastraße des Zwischennetzes in Kasachstan.

## Verlauf
Die Europastraße 016 beginnt an der Europastraße 123 in Toqsan bi (Gebiet Aqmola) und verläuft von dort über eine Länge von 490 Kilometern nach Astana, wo sie an der Europastraße 125 endet.